# Milieucoördinator
Een milieucoördinator coördineert en staat in voor de bedrijfsinterne milieuzorg op een onafhankelijke en adviserende wijze en in nauwe samenwerking met de bedrijfsleiding en de overheid, conform de milieuwetgeving teneinde duurzame productiepatronen na te streven en de milieubelasting van een bedrijf in al zijn aspecten te beheersen en te beperken, in het bijzonder in inrichtingen en activiteiten met een belangrijke milieu-impact die een milieucoördinatorplicht hebben.
Deze functie is erkend door de Vlaamse overheid. 
Er zijn twee varianten op het beroep:
- Een interne milieucoördinator werkt voor een (of meerdere) bedrijven. Deze coördinator is een werknemer van de exploitant.
- Een externe milieucoördinator of een milieuconsultant, die voor verschillende bedrijven aan de slag gaat, volgt zelf de verschillende exploitaties op. Deze persoon is geen werknemer van het bedrijf.

De milieucoördinator kan zich laten bijstaan door deskundigen of assistenten.